# Kon (mitologia)
Kon ou Wakon é um deus da mitologia inca, criador da primeira geração de seres humanos.
Nas versões recolhidas por Agustín de Zárate e W. Krickeberg, ele não tinha ossos e por isso encurtava as distâncias segundo sua vontade. Filho do sol e da lua, veio das terras do norte e criou o homem. Mas, decepcionando-se com o resultado da sua criação, abandonou a terra. Mais tarde, Pacha Kamaq, vindo do sul, transformou os homens criados por Kon em diversos animais, como a onça, o macaco e o papagaio, e formou a segunda geração humana.

## Literatura
Kon é o título do poema que abre o livro Baladas peruanas (1935), de Manuel González Prada. O poeta peruano descreve como o "deus incorpóreo" criou a terra, as plantas e os homens.